# Rise of a Digital Nation
Rise of a Digital Nation è un album del gruppo musicale svedese Machinae Supremacy, pubblicato il 19 ottobre 2012 dalla Spinefarm Records.

## Tracce
1. All of My Angels
2. Laser Speed Force
3. Transgenic
4. Rise of a Digital Nation
5. Pieces
6. Cyber Warfare
7. Republic of Gamers
8. Battlecry
9. 99
10. Hero